# 柏崎 (八戸市)
柏崎（かしわざき）は、青森県八戸市の地名のひとつ。町名としては柏崎一丁目から柏崎六丁目まである。

## 地理
八戸市の中央部に位置し、北は城下、江陽、東は小中野、南は青葉、類家、西は大字類家、大字十一日町、大字十八日町、大字常海町、内丸、に面している。住居表示化により大字廿八日町が柏崎一丁目に編入されるなど、町名の再編が行われている（#歴史節を参照）。鉄道の駅はJR八戸線の本八戸駅が最寄駅である。八戸城の掘割や溜池を利用して造られた道路が散在しており、八戸市立柏崎小学校の初代校舎（2代目校舎のプール）・2代目校舎も軟弱地盤である溜池を埋め立てた土地に存在したため、その後青葉に移転している。

## 世帯数と人口
2017年（平成29年）4月30日現在の世帯数と人口は以下の通りである。
| 丁目       | 世帯数    | 人口    |
| ---------- | --------- | ------- |
| 柏崎一丁目 | 563世帯   | 900人   |
| 柏崎二丁目 | 249世帯   | 432人   |
| 柏崎三丁目 | 269世帯   | 554人   |
| 柏崎四丁目 | 363世帯   | 650人   |
| 柏崎五丁目 | 155世帯   | 295人   |
| 柏崎六丁目 | 442世帯   | 809人   |
| 計         | 2,041世帯 | 3,640人 |

## 歴史

### 沿革
- 1978年（昭和53年）2月1日 - 柏崎・小中野地区の住居表示に伴って町が新設され、柏崎一丁目から六丁目となる[4][5]。

### 町名の変遷

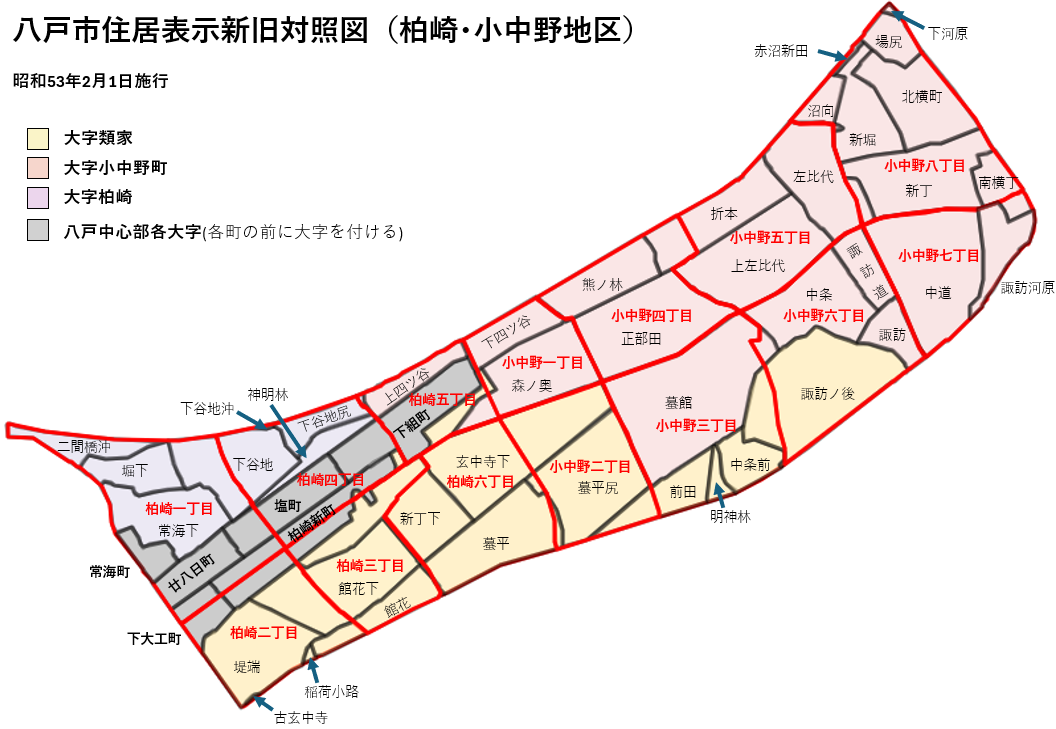
八戸市柏崎･小中野地区での住居表示における新旧対照図。

| 実施後     | 実施年月日   | 実施前（特記なき場合はその一部） |
| ---------- | ------------ | --- |
| 柏崎一丁目 | 1978年2月1日 | 内丸、大字廿八日町の全部、大字柏崎新町、大字塩町、大字下大工町、大字常海町、大字柏崎字堀下の全部、字二間橋沖、字常海下、字下谷地             |
| 柏崎二丁目 | 1978年2月1日 | 大字下大工町、大字柏崎新町、大字類家字古玄中寺の全部、字稲荷小路の全部、字堤端、字館花下、字館花                                             |
| 柏崎三丁目 | 1978年2月1日 | 大字柏崎新町、大字類家字新丁下、字館花下、字館花                                                                                             |
| 柏崎四丁目 | 1978年2月1日 | 大字柏崎新町、大字塩町、大字下組町、大字柏崎字下谷地沖の全部、字明神林の全部、字下谷地、字下谷地尻、大字類家字新丁下、大字小中野町字上四ツ谷 |
| 柏崎五丁目 | 1978年2月1日 | 大字下組町、大字柏崎字下谷地尻、大字小中野町字上四ツ谷、字下四ツ谷、字森ノ奥、大字類家字玄中寺下                                             |
| 柏崎六丁目 | 1978年2月1日 | 大字類家字館花、字蟇平、字新丁下、字玄中寺下、字蟇平尻                                                                                       |

## 教育
- 八戸市盲学校

## 公的機関
- NTT八戸支局